# Flatoides veterator
Flatoides veterator är en insektsart som beskrevs av Walker 1857. Flatoides veterator ingår i släktet Flatoides och familjen Flatidae. Inga underarter finns listade i Catalogue of Life.